# シロ (アストゥリアス王)
シロ （Silo de Asturias、生年不詳 - 783年）は、アストゥリアス王（在位：774年 - 783年）。アルフォンソ1世の娘アドシンダを妻としていたため、王位についた。彼の治世に首都がカンガス・デ・オニスからプラビアへ移った。シロは、後ウマイヤ朝・アミール・アブド・アッラフマーン1世およびカール大帝と同時代の人物である。

## 生涯
王位継承法は、西ゴート王国時代は選挙制であったが、それでも王家の者に限定されていた。そして親から子への継承が不可能な場合は、王の娘の夫である他の王族男性が継承した。
西ゴートの選挙制については、上記の王家の血統内における母系による継承法など、多くの議論と説がある。シロが継承したこのパターンは、理論で説明がなされ正当化されている。
アルベルデンセの年代記によれば、シロはムスリムと平穏に共存した。なぜならばシロの母親はイスラム教徒であったとされ、彼女は人質としてコルドバに送られていた。しかしこれらについては非常にあいまいであり、納得させられる説明がない。
アストゥリアス王国に関してイスラム教徒は不干渉であった。シロの治世は、778年にカール大帝がスペインに介入したときと一致する。カール大帝はサラゴサの包囲を崩すことができず、敗北に苦しみ、ロンセスバージェスにおける大敗につながった。そして781年にアブド・アッラフマーン1世はエブロ川谷へ遠征し、フランク族の侵攻を主導した人々へ復讐した。
しかし、フルエーラ1世の時代に続いてガリシアで第2の反乱が引き起こされた。反乱軍は軍を集結させ、クベイロ山のふもとでシロ軍を迎え撃った。反乱軍は敗北し、鎮圧された。
シロの治世で知られるのは、イベリア半島で最も古い中世の文書『シロ王の特許状（Diploma del rey Silo）』である。775年8月23日、王はローマ時代のLucus Augusti（現在のルーゴ）にあった集落Tabulata（現在のトラバーダ）において様々な宗教的な資産に対する寄進を行った。付与契約書（pro anima）は外交文書として研究されている。
王位についたシロは、地元貴族階級の一部とともに首都をカンガス・デ・オニスからプラビアへ移転させ、貴族たちの土地を手に入れた。プラビアへの宮廷移転には戦略上の理由があった。プラビアはローマ時代からある定住地であり、ナロン川谷の中間にあった。さらに、アストゥリカ・アウグスタ（アストルガ）のそばにあるローマ街道の要所であった。最後に、ガリシア王国が拡張することで、カンガス・デ・オニスはあまりにも辺鄙な土地となってしまったためである。
子供のないシロと王妃アドシンダは、フルエーラ1世の子でアドシンダの甥であるアルフォンソを支持し、まだ非常に若いうちからパラティウム知事に任命していた。
783年、シロはプラビアにて没した。王妃アドシンダはシロが亡くなる前にアルフォンソを後継指名していたが、反乱が起きてアルフォンソ1世の庶子でイスラム教徒の奴隷の子孫であるマウレガートが王位についた。
アストゥリアス王が建立したプラビアのサン・フアン教会に、シロの遺体は埋葬された。教会内には今もシロとアドシンダの墓が残されている。